# Franz Joseph Ruprecht
Franz Joseph Ruprecht, född 1 november 1814 i Freiburg im Breisgau, död 4 augusti 1870 i Sankt Petersburg, var en tyskfödd botaniker i rysk tjänst.
Ruprecht blev biträdande föreståndare för kejserliga botaniska trädgården i Sankt Petersburg 1851 och föreståndare för vetenskapsakademiens botaniska museum där 1855. Ruprecht var bekant som en av ryska florans mest framstående kännare och utgav bland annat Tentamen Agroslographiæ universalis (1838), Bambuseæ (1839), Flores Samojedorum cisuralensium (1845), Algæ Ochotenses (1850), Flora boreali-uralensis (1856), Flora ingrica (1860) och Flora Caucasi (1869).